# Камакура

35°18′57″ пн. ш. 139°33′01″ сх. д. / 35.31583° пн. ш. 139.55028° сх. д.
Кама́кура (яп. 鎌倉市, かまくらし, МФА: [kamakuɾa ɕi̥]) — місто в Японії, у префектурі Канаґава.

## Короткі відомості

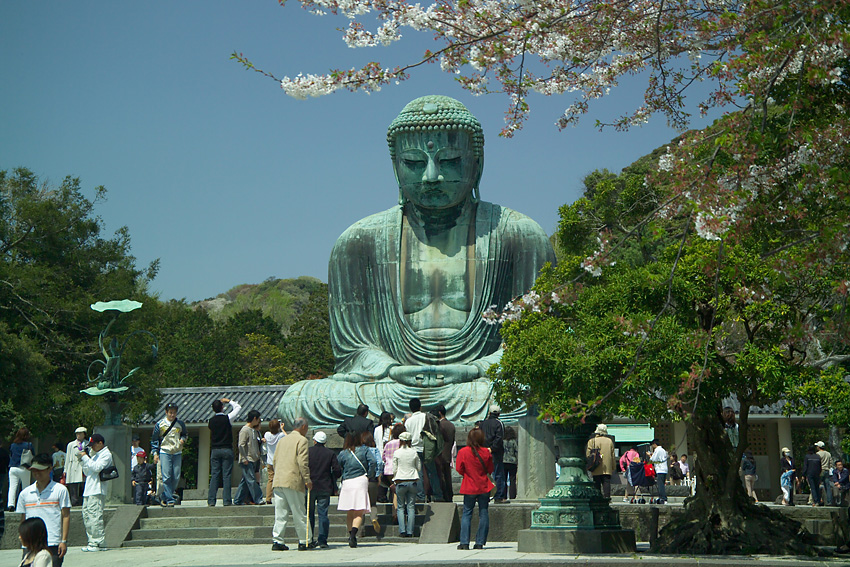
Камакурський будда

Розташоване в південно-східній частині префектури, на березі Саґамської затоки, у пагорбистій місцевості. Виникло на основі містечка 8 століття, у якому розміщувалася адміністрація повіту Камакура провінції Саґамі. 1180 року стало резиденцією самурайського полководця Мінамото но Йорітомо, який 1192 року заснував Камакурський сьоґунат. Протягом 13 — першої половини 14 століття було політико-адміністративним центром Японії, резиденцією сьоґунів з роду Мінамото та сьоґунських радників-диктаторів з роду Ходзьо. 1333 року завойоване військами антисьоґунських сил на чолі Ніттою Йосісадою. Після заснування шьоґунату Муромачі в Кіото перетворене на резиденцією Камакурського державця, голови Камакурського уряду. З 16 століття стало одним з найбільших буддистських паломницьких центрів Східної Японії. Отримало статус міста 1923 року. Основою економіки є харчова промисловість, комерція, туризм. В місті розташовано багато пам'яток старовини: синтоїстське святилище Цуруока-Хатіман, буддистські монастирі Енкакудзі, Кентьодзі, Хаседера, статуя Камакурського будди тощо. В прибережній частині діють пляжі та парки розваг. Станом на 1 квітня 2009 площа міста становила 39,60 км². Станом на 1 липня 2011 населення міста становило 174 319 осіб.

## Уродженці
- Коїдзумі Хіросі (1926—2015) — японський актор
- Савада Кентаро (* 1970) — японський футболіст.

## Міста-побратими
- 1966 — Ніцца, Франція
- 1979 — Хаґі, Ямаґуті, Японія
- 1979 — Уеда, Наґано, Японія
- 1982 — Асікаґа, Тотіґі, Японія
- 1998 — Дуньхуан, КНР